# Zurabi Iakobishvili
Zurabi Iakobishvili (né le 4 février 1992 à Gori) est un lutteur géorgien, spécialiste de lutte libre.

## Carrière
Lors des Jeux olympiques de 2016, il est éliminé dans la catégorie des moins de 65 kg par Frank Chamizo. 
Il remporte le titre mondial en 2017 après une médaille de bronze lors des Championnats d'Europe de la même année dans la catégorie des moins de 65 kg. Il est médaillé de bronze des Championnats d'Europe de lutte 2018, des Championnats du monde de lutte 2018 et des Championnats du monde de lutte 2021 en moins de 70 kg.
Il remporte la médaille d'or dans la catégorie des moins de 70 kg en Championnats d'Europe de lutte 2022.